# Soleil (jeu vidéo)
Pour les articles homonymes, voir Soleil (homonymie).
Soleil (ou Crusader of Centy aux États-Unis et Ragnacenty au Japon) est un jeu d'action-aventure développé par Nextech et édité par Sega, sorti sur Mega Drive en 1994.

## Système de jeu

### L'histoire
Dans la ville de Soleil, une loi ordonne que tous les jeunes garçons de 14 ans aillent s'entraîner pour aller au combat. C'est le cas de Johnny (d'après le manuel d'instructions du jeu, mais on peut lui donner le nom que l'on souhaite avant de commencer la partie) qui est en train de fêter ses 14 ans au moment où le jeu débute. Johnny recevra l'épée et le bouclier de son père mort au combat qui avait une grande renommée pour la bravoure dont il avait fait preuve pour défendre la ville.
Après avoir rencontré une voyante, le héros ne pourra plus parler aux humains, mais à l'inverse aux animaux, aux plantes et aux monstres. La voyante ayant disparu, il partira à sa recherche en s'aidant d'animaux rencontrés au fil son l'aventure et qui lui conféreront différents pouvoirs pour l'aider à avancer dans sa quête. Il est contraint pour cela de tuer un très grand nombre de monstres, mais parfois ceux-ci se plaignent en expliquant qu'ils n'ont rien fait de mal et ne mérite pas la mort.
Johnny arrive finalement face à la Tour de Babel et y utilise au sommet la « plante qui pousse vite » pour monter au Paradis. Après y avoir accompli plusieurs épreuves, il se retrouve face à une grande porte, mais un dragon arrive et l'empêche de l'ouvrir. La bataille contre le dragon en un lieu sacré va être la goutte qui fait déborder le vase, et Dieu va directement s'adresser à Johnny en lui expliquant que les humains sont stupides et Johnny irrécupérable. Il espérait le dissuader des combats en l'empêchant de parler mais rien n'y a fait. Il lui rend la parole aux humains, non sans conserver la capacité de parler aux animaux, aux plantes et aux monstres, et le ramène sur Terre.
Mais une chose inattendue va se produire : il va neiger à Iris, ce qui semble a priori impossible puisque la ville est bordée de lave. Pourtant, même la lave aura gelé. En écoutant l'histoire d'une vieille dame d'Iris appelée Dorothée, celle-ci va expliquer que la dernière fois qu'il avait neigé à Iris, elle avait été prise dans un tourbillon qui l'a ramenée dans le passé, elle a alors utilisé ses souliers magiques pour revenir au présent. Cependant, ils ont été volés peu de temps après la catastrophe.
En allant près d'un trou géant, selon les conseils d'une fleur voisine de ce trou, un cyclone apparaîtra et Johnny se verra propulsé dans le passé, peu de temps après la tragédie de Dorothée, et se verra obligé de… voler les souliers magiques pour revenir dans le présent.
Le cyclone va alors se déplacer à plusieurs endroits et on se rendra compte que les actions de Johnny dans le passé ont eu des répercussions sur des éléments connus du présent.
Il va alors crever le cœur de la gigantesque Maman monstre dans le passé, qui demandera toujours pourquoi les monstres sont amenés à mourir pour rien. Le cyclone va ensuite se déplacer dans Soleil, au beau milieu d'une prétendue attaque des monstres sur le Roi ; ceux-ci désiraient juste lui expliquer leur détresse du fait d'être emprisonnés ou tués. Johnny fera fuir les monstres et le Roi décidera d'ériger une statue en son honneur. Cependant, les monstres seront tués par les soldats, avec les larmes aux yeux, l'incompréhension et la détresse. « Parmi nous deux, qui est le monstre ? »
Le cyclone va alors se déplacer dans le lac au Nord de Soleil et multiplier énormément sa taille, ce qui va impliquer un retour dans un passé beaucoup plus lointain dans un niveau appelé « Nuit Noire ». À cette époque-là, le monde était dans les ténèbres et les monstres venaient d'arriver ici. En arrivant au centre du lac, des monstres rencontrés vont expliquer qu'ils ne connaissent pas la lumière, les humains et encore moins la vie future, ils étaient donc en complète incompréhension et s'expliqueraient volontiers face à une autre forme de vie. Johnny va alors parler à la Maman Monstre encore en vie à cette époque, mais petite, et va lui montrer sa corne qu'il a récupérée en la tuant dans le futur. Elle va alors comprendre que notre héros qui connait le futur et semble très courageux pourra peut-être faire quelque chose pour eux, et elle va lui expliquer que les monstres viennent d'un autre monde, mais qu'ils ont été téléportés ici et que, pour revenir chez eux, il faut passer une grande porte protégée par la Force d'Esprit et les Cinq Sens, et que, s'ils n'arrivaient pas à la tuer, ils voyageraient à travers le monde en espérant trouver des humains pour dialoguer avec eux (ce qu'ils ne parviendront jamais à faire, car les humains auront peur d'eux). Johnny va alors comprendre la tragédie des monstres et détruire les Cinq Sens et la Force d'Esprit. Les monstres pourront revenir chez eux, changeant énormément le présent puisque les monstres n'auront existé que très peu de temps dans le monde des humains.
La « statue du guerrier » va se transformer en « statue de la déesse », le père de Johnny ne sera pas mort, la coutume de l'épée à quatorze ans aura disparu et Johnny perdra le pouvoir de parler aux animaux, plantes et monstres. Le héros pourra profiter un peu de la vie à Soleil qui n'a jamais connu la guerre, puis va alors promener son chien, ce qui va annoncer la fin de l'histoire.

### Le jeu
La vue est aérienne : vous pouvez donc vous déplacer dans toutes les directions, même en diagonale. Au cours du jeu, vous apprendrez à user de vos capacités telles que lancer l'épée ou sauter.

### Animaux
Les noms des animaux sont présentés sous la forme Nom FR/Nom Japonais.
- Pilou/Bochi - Il s'agit du chien de Johnny, le héros. Son pouvoir est d'immobiliser temporairement les ennemis qu'il mord.
- Toto/Pengüi - Un pingouin sauvé de la Pieuvre à la Plage Anémone. Son pouvoir permet de geler tout sur le passage de l'épée lancée, retirant aux ennemis deux points de santé au lieu d'un seul.
- Ciel/Momongaa - Un écureuil volant sauvé de Balourd à Fleur Brûlée. Son pouvoir permet à l'épée de rebondir sur les murs quand on la lance.
- Charlie/Chista - Un guépard, rencontré à la piste de course du village d'animaux d'Iris, qui rejoint le groupe si on le bat à la course. Il permet de courir plus vite et surtout de sauter plus loin (ce qui permet de sauter pardessus certains trous insurmontables sans Charlie et de gagner la médaille d'or au Camp de Rafflesia).
- Chenille/Mushi - Une chenille qui se joint au groupe, impressionnée par la sagesse dont fait preuve Johnny au village des monstres. Elle ne sert à rien.
- Dinosaure/Kashi - Un dinosaure aquatique qui a toujours eu peur de quitter le Désert des Camélias ; il faut parvenir à l'en convaincre. Il permet de traverser sans encombre les chemins risqués (plaques de glace, piquants, étendues d'eau, etc.) et d'atteindre le royaume de Freesia.
- Lion - Un lion qui rejoint le groupe une fois sauvé au Château de Freesia. Son pouvoir permet de brûler tout sur le passage de l'épée lancée, retirant trois points de vie aux ennemis.
- Leviathan/Ribaiasan - Monstre marin qui décide de rejoindre le groupe à l'issue du combat au Temple Racine. Il permet de manier l'épée plus rapidement en cas de frappes répétées (pour briser plus rapidement les obstacles qui barrent le passage).
- Papillon/Patapata - Chenille ayant été fatiguée par le grand froid de Freesia se transforme en chrysalide avant l'ascension de la tour de Babel. Une fois redescendu du Paradis, la chrysalide éclot et Papillon en sort. Son pouvoir permet de diriger l'épée dans toutes les directions une fois lancée.
- Raton-Laveur/Ponpoko - Un raton-laveur laveur qui gagne sa vie dans la maison à vendre à Soleil en trompant les gens (son stratagème consiste à prendre l'apparence de membres de la famille des personnes qui le rencontrent afin de leur faire croire qu'il a des problèmes d'argent et que ceux-ci l'aident financièrement, ignorant qu'ils sont dupés). Une fois démasqué par notre héros, il rejoint le groupe pour se faire pardonner. Son pouvoir lui permet de prendre l'apparence du héros, attirant ainsi à lui tous les ennemis et leurs projectiles.
- Arno/Aruma - C'est un tatou, rencontré au village d'animaux d'Iris dans le passé, qui se joint au groupe car il voit que le héros a beaucoup d'amis et souhaite rejoindre la bande. Son "pouvoir" consiste à rentrer dans sa carapace, permettant ainsi de le lancer : il peut donc servir à activer des interrupteurs inaccessibles ou servir de plateforme sur les sols dangereux.
- Dodo - C'est un oiseau qui rejoint le groupe une fois sauvé des flammes à Fleur Brûlée dans le passé. Son pouvoir permet à l'épée de devenir collante et d'attraper ce qu'elle touche et de le rapporter à Johnny, grâce à l'effet boomerang du lancer d'épée.
- Moa - C'est un oiseau sacré qui rejoint le groupe après avoir vaincu le Caméléon dans le Palais du Désert dans le passé. Son pouvoir permet de multiplier par trois le pouvoir des animaux cités ci-dessus (à l'exception de Pilou, Chenille, Dinosaure, Raton-Laveur et Arno).

- Il est aussi possible de combiner les pouvoirs de deux animaux afin d'obtenir un nouvel effet. Par exemple, combiner Toto et Lion permet d'obtenir un pouvoir appelé "Maximum gel magie", qui a pour effet en lançant l'épée sur un ennemi, d'entourer ce dernier d'une bulle kaki au bord rouge, qui lui retire cinq points de vie. Il existe de nombreuses combinaisons. À vous de les découvrir toutes !

En plus de ces animaux, il en existe trois, vendus par Ramsey le marchand, qui aideront le héros une seule fois si nécessaire, après quoi ils rentrent automatiquement au magasin où il est possible de les racheter :
- Chaton - Ce chaton donne une de ses vies à Johnny pour le ressusciter automatiquement si celui-ci perd tous ses points de vie (représentés par des pommes).
- Roussette - Cette chauve-souris, une fois activée, crée un bouclier qui rend Johnny invincible pendant quelques secondes.
- Œuf-bombe - Cet œuf, une fois activé, explose et provoque des dégâts sur tous les ennemis présents à l'écran.

### Personnages
Les noms des personnages sont présentés sous la forme Nom FR/Nom Japonais.
- Johnny/Corona - C'est le héros du jeu que le joueur contrôle. Il fête ses 14 ans au moment où le jeu commence. Il porte un béret bleu qui le caractérise.
- Mère - C'est la mère du héros. C'est elle qui lui offre l'épée et le bouclier de son père pour son 14e anniversaire. Elle peut guérir son fils en lui rendant tous ses points de santé s'il va lui parler.
- Pico - C'est un des amis du héros. Il est trop jeune pour porter une épée, mais il admire les héros comme Amon, Taurus ou Johnny qui ont la chance d'en posséder une.
- Taurus/Billy - C'est un des amis du héros. Très arrogant, il a déjà une épée et passe son temps à s'entraîner au Camp de Rafflesia pour devenir un héros, n'ayant donc plus le temps de s'amuser avec ses amis.
- Alice - C'est une amie du héros (peut-être secrètement amoureuse de lui…) Elle n'aime pas la violence et pense que les gens pourraient vivre sans avoir à se battre.
- Amon - C'est le héros de la ville de Soleil. Au début de l'aventure, il quitte la ville pour affronter les monstres avec l'épée que lui a offert le Roi.
- Bouli/Duffy - C'est l'instructeur du camp d'entraînement de Rafflesia. C'est lui qui explique au héros comment obtenir les médailles.
- Lanceur d'épée/Meijin - C'est lui qui apprend au héros, moyennant quelque rétribution, à lancer son épée et lui permettre de revenir comme un boomerang.
- Voyante/Uranaisan - C'est elle qui donne au héros le pouvoir de parler le langage des animaux, monstres et fleurs au détriment de celui des humains.
- Lièvre - Il vit au sommet de la Vallée des Dahlias. C'est lui qui apprend au héros à sauter.
- Papajumbo/Papazoo - Il vit sur la Plage Anémone. C'est lui qui apprend au héros à soulever et à lancer des charges.
- Klin - Un apprenti magicien qui échange le corps du héros avec celui de Glaise, un gentil monstre.
- Sorcière/Obaba - Klin est son apprenti. Elle conjure son sort si on l'aide à résoudre une énigme.
- Dorothée/Doroci - Quand elle était enfant, un tourbillon l'a envoyée dans le passé. Elle a cependant pu rentrer chez elle grâce aux souliers magiques. C'est une référence à Dorothée Gale du Magicien d'Oz.
- Chai - C'est la petite fille de Dorothée. Elle habite à Iris et est contente que l'on vienne écouter les histoires de sa grand-mère.
- Dieu - Il n'apparait pas en personne, seule sa voix se fait entendre après avoir vaincu le Dragon au Paradis. C'est lui qui rendra au héros sa capacité à parler avec les humains.
- Ramsey/Ramji - C'est un marchand de compagnons, qui peut vous en louer un pour une modique somme.

### Ennemis
Les noms des ennemis sont présentés sous la forme Nom FR/Nom Japonais.
- Loup/Furuu - Le premier boss rencontré dans le jeu, alors qu'il essaie de manger une grand-mère qui habite la seule maison (en bois) de la Vallée des Dahlias. Il attaque à l'aide des étoiles qui apparaissent lorsqu'il se frappe sur la tête avec son marteau.
- Pieuvre/Takosu - C'est lui qui retient Toto prisonnier au fin fond de la Plage Anémone. Il attaque en se servant du pouvoir givrant de Toto pour lancer des pingouins de glace.
- Balourd/Shafura - Ce gros clown vert retient Ciel prisonnier à Fleur Brûlée. Il attaque en se divisant en plusieurs répliques de lui-même. Pour le vaincre il faut trouver et attaquer l'original en le suivant des yeux après que toutes les répliques se sont déplacées (elles se déplacent de plus en plus vite à chaque nouvel assaut).
- Liane/Roxie - Ce monstre a l'apparence d'une corde qui prend une forme humanoïde. On le rencontre au sommet de la Tour de Babel. Il attaque en frappant avec ses "bras" qu'il peut allonger, en lançant plusieurs "mains" à tête chercheuse et en lançant des boules d'énergie. Son point faible est son cœur qui devient vulnérable après chaque boule d'énergie projetée.
- Georama - Ce monstre géant et visqueux a pris le contrôle du Château de Freesia. Ses attaques sont composées de feu ou de glace (dont l'effet perdure sur le sol : la glace laisse des plaques glissantes et le feu laisse ses flammes qui… brûlent au toucher, bien sûr), il doit être combattu par l'élément opposé (avec Toto quand il est rouge ou avec Lion quand il est bleu).
- Leviathan - Ce grand monstre marin réside au fond du Temple Racine. Le seul moyen de le vaincre (ou plutôt de le convaincre de la puissance de Johnny, puisque Léviathan est invincible) est de lui renvoyer les boules d'énergie qu'il lance sur un hologramme de la mère du héros que Leviathan fait apparaître afin de tester le héros, pour savoir s'il est prêt à se battre pour sauver ceux qu'il aime. Une fois (con)vaincu il rejoint le groupe comme animal. À noter que ce boss et tout le niveau lié à lui peuvent être facilement évité.
- Dragon - Ce monstre se trouve au Paradis. Il est armé d'une épée et d'un bouclier, et peut aussi lancer des éclairs.
- Caméléon - Ce monstre se trouve dans le Palais du Désert des Camélias dans le passé. C'est lui qui retient Moa prisonnier. Il attaque avec sa langue qu'il peut allonger pour attraper le héros, le mâcher, puis le recracher. Il lâche aussi des mini répliques de lui-même qui se ruent sur le héros.
- Le Maître des Marionnettes - Ce petit monstre à l'apparence féline se trouve à Fleur Brûlée dans le passé. Il est le créateur des souches et chenilles qui pullulent à Iris. Il use de ses pouvoirs télékinésiques pour manier une marionnette : après chaque attaque assez puissante pour démembrer la marionnette, le maître descend de son trône en lévitation pour ramasser tous ses morceaux éparpillées afin de la reconstruire et à ce moment-là qu'on peut toucher le maître, mais attention, il se déplace très vite !
- Baron - Ce monstre en forme de coquillage se trouve dans la Plage Anémone du passé. À chaque attaque, il se divise en deux, puis chaque morceau se divise lui-même en deux morceaux de plus en plus petits, jusqu'à disparaître finalement après avoir pulvérisé les tous les morceaux les plus minuscules. Le combat contre lui se déroule sur une plate-forme au beau milieu de la mer, qui penche du côté où se trouve Baron attirant le héros à lui pour le projeter à l'eau.
- Maman Monstre - Ce monstre se trouve dans la Vallée des Dahlias du passé. Lors du combat, on ne voit que son cœur qu'on atteint après être entré par sa bouche ouverte et avoir parcouru tout son corps. Elle ne se défend donc pas lorsqu'on l'attaque (une seule combinaison d'animaux donne une attaque suffisamment forte pour l'atteindre) et demande ce qu'elle a fait pour mériter de mourir une fois vaincue.
- Les Cinq Sens:
  - La Vue - C'est un œil caché sous le plancher. Il faut lancer l'épée pour faire disparaître les cases du sol afin de voir où il se trouve et de pouvoir l'attaquer.
  - L'Ouïe - C'est une note de musique qui en sautant sur place rend le sol glissant, attirant ou repoussant le héros.
  - L'Odorat - C'est un gros ver qui ne peut pas être vaincu par l'épée. En marchant sur le sol celui-ci se fragilise, il suffit alors de sauter ou de lancer Arno dessus pour révéler un plancher de piquants qui blessent cet ennemi.
  - Le Goût - Sur le principe du Pacman, le joueur doit ramasser toutes les pommes du labyrinthe sans être touché par les quatre bouches qui s'y déplacent. L'ennemi est vaincu une fois la dernière pomme récupérée.
  - Le Toucher - Il s'agit de deux mains qui tentent de pousser le héros dans le plancher de piquants autour de l'arène.
- La Force d'Esprit - Une fois les Cinq Sens vaincus, il faut vaincre cette boule d'énergie (une seule combinaison d'animaux permet de donner une attaque pouvant ouvrir son œil qu'on peut alors temporairement attaquer avant qu'il ne se referme) afin d'ouvrir le portail qui permettra aux monstres de rejoindre leur monde d'origine.

## Équipe de développement
- Produce Scenario : Yayoi Onda
- Game Design : Yayoi Onda, Toshio Toyota
- Main Program : Yukihiko Tani
- Sub Program : Toshio Toyota, Satoshi Ohtake
- Character & Graphic Design : Toshio Yamamoto
- Graphic Design : Kazuhiro Nagata, Masayuki Matsushima
- Object Design : Yoshihisa Shimizu, Kiyoka Tajima
- Boss Character Design : Yoshitaka Maki
- Music Composer : Motokazu Shinoda
- Sound Operator : Noriyuki Iwadare
- Special Thanks : Mucky, Isao Mizoguchi
- Executive Producer : Katsuji Aoyama